# Noelia Campo
María Noelia Campo Figueroa (Montevideo, 17 de agosto de 1976) es una actriz y presentadora de televisión uruguaya. Durante más de una década condujo el programa musical Va por vos, en Canal 10. Fue ganadora del premio Florencio a Mejor Actriz en 2012.

## Biografía
Noelia Campo nació en Montevideo, Uruguay, el 17 de agosto de 1976. Su niñez y adolescencia transcurrieron en el barrio de Pocitos, junto a sus padres y hermana. Asistió a la Escuela pública N° 83 Dr. Martín R. Etchegoyen y cursó estudios secundarios en el Colegio del Sagrado Corazón.
Se formó como actriz en la Escuela de Acción Teatral Alambique dirigida por Mario Aguerre, de donde egresó en 1999. En el mismo año egresa de Universidad Católica del Uruguay, en la cual obtuvo el título de Licenciada en Comunicación Social.
Estuvo en pareja con el músico Nicolás Ibarburu, con quien tuvo un hijo, Valentín. Actualmente su pareja es el músico Fernando Santullo.

## Carrera profesional
A los 15 años comenzó a trabajar como modelo publicitaria. Inició su carrera televisiva a los 20 años, primero en Canal 4 haciendo notas en exteriores, y luego como presentadora del programa infantil Aventujuegos, en Canal 10.
Su labor televisiva más conocida es la conducción de Subrayado como periodista de cultura en el informativo y Va por Vos, programa dedicado al panorama del rock y pop internacional y local que se emitió ininterrumpidamente desde el 2001 durante 14 años.
Asimismo, se desempeñó como presentadora en otros programas de televisión, como  En Órbita, Mochileros, Cantando Bajitos y Entrada Libre.
Condujo por cuatro temporadas el programa Después vemos, emitido por TV Ciudad, junto a Jorge Temponi.
Condujo, junto a Pablo Silvera y Morena Ferreira, el programa cultural y social Mirá Montevideo en la en el canal de aire de la ciudad de Montevideo, TV Ciudad.
Como actriz, ha integrado elencos de numerosas obras de teatro, en el año 2000 debutó profesionalmente con la obra de teatro para niños Villa Sombra, una noche mágica, de Verónica Perrotta y Pablo Albertoni. 
Desde entonces ha trabajado en diversos proyectos teatrales con reconocidos directores, como Roberto Jones, Nacho Cardozo, Alberto Zimberg, Luis Vidal Giorgi, Verónica Mato, Martín Inthamoussú, Juan Antonio Saraví, entre otros.
Ganó el Premio Florencio Sánchez a Mejor Actriz en 2012 por su actuación en Perdidos en Yonkers, del dramaturgo Neil Simon. Había obtenido el premio en dos ocasiones anteriores por su actuación en obras de teatro infantil.
Ha trabajado como actriz de cine en cortometrajes y largometrajes, protagonizando, entre otros films La Peli (2007) del argentino Gustavo Postiglione y Los modernos (2016), de Mauro Sarser y Marcela Matta.
En el ciclo 2024 de "Mirá Montevideo" conduce el programa junto a Pablo Silvera y Lucila Rada

## Filmografía

### Cine
- 2016, Los modernos (2016)
- 2011, Monstruo (cortometraje)
- 2007, La peli (2007)
- 2005, El Cojonudo (cortometraje)
- 2000, Nico & Parker (cortometraje)
- 2000, Plata quemada

### Televisión
- 2007, Piso 8
- 2010-2011, Porque te quiero así
- 2012, Somos
- 2024, Margarita